# 菲利普·狄克
菲利浦·金德里德·迪克（英語：Philip Kindred Dick，1928年12月16日—1982年3月2日），常被简称为PKD，是来自美國的科幻小說作家。迪克一生共编撰了44本小说和大约121篇短篇故事，除了現在仍在發行的38本書外，他還寫了一些短篇小說和少數作品出版在廉價雜誌上，其中至少有七部小說被改編成電影。
迪克的大多数小说探讨了各类心理学与社会学议题，例如本体论、感知、人性以及人格同一性。大部分小说围绕主人公对于平行宇宙、幻觉、垄断资本主义、药物滥用、权威主义等因素的斗争。
迪克出生于芝加哥，幼年时随父母移居旧金山湾区。1952年，迪克开始动笔写作科幻小说，当时他正值23岁。迪克的一系列早期作品在商业上并未取得较大的成功。直至1962年，迪克发表了架空历史小说《高堡奇人》，此作品使它赢得了包括雨果奖最佳长篇小说奖在内的一系列赞誉。此后，迪克继续创作了《仿生人会梦见电子羊吗？》（1968年）、《尤比克》（1969年）等一系列科幻小说。1974年，迪克发表了《流吧，我的眼泪》，该作品为他赢得了约翰-W-坎贝尔最佳科幻小说纪念奖。
在多年的药物滥用以及1974年遭遇一系列神秘经历之后，迪克的作品更加明确地涉及了神学、形而上学、以及现实的本质，例如《心機掃描》。他关于这些主题的推测性非小说作品的集合于2011年以追思集《菲利普·K·迪克解经》的形式出版。迪克于1982年因中风并发症于加州圣安娜去世。雖然生前受到知名科幻作家史坦尼斯勞·萊姆、羅伯特·海萊因的讚賞，但迪克在去世後才漸漸被人們熟知。迪克被广泛认为是“像弗朗茨·卡夫卡及托马斯·品钦一样拥有丰富想象力的偏执小说大师”。
迪克在去世后影响广泛，他的影响力超越了文学圈，并延伸至好莱坞电影。根据他的作品改编的热门电影包括《银翼杀手》、《少数派报告》、《心机扫描》、《命运规划局》等。
2005年，《时代》杂志将《尤比克》（1969年）评为自1923年以来出版的百部最伟大的英语小说之一。2007年，迪克成为首位被美国图书馆协会系列收入的科幻作家。

## 生平

### 早期生活
菲利浦‧迪克和他的雙胞胎妹妹珍‧夏綠蒂‧迪克（Jane Charlotte Dick）于1928年12月16日誕生于美國伊利諾州的芝加哥市，早产了六个星期。他的父母親為約瑟夫‧愛德加‧狄克（Joseph Edgar Dick）和桃樂絲‧狄克（Dorothy Kindred Dick）。根據各種描述，桃樂絲無法恰當地養育及照顧這對新生兒，以致在他們出生的三個禮拜後珍被電毯嚴重灼傷。狄克的父親是美國農業部的調查員，此时刚刚投保了人壽保險。一位保險公司的護士被派遣到他們家，護士一看到營養不良的菲利浦和受傷的珍就立刻將這兩個嬰兒送往醫院，但是珍在途中就死亡了。雙胞胎妹妹的去世深深地影響狄克的寫作、人際關係和人生的觀點，造成他作品中一個不斷重複的母题「雙胞胎幽靈」。
後來他們全家搬往了舊金山灣區，但在菲利浦五歲那年父親被調往內華達州雷諾市；母親桃樂絲拒絕遷往那兒，導致二人離婚。約瑟夫在菲利浦撫養權的爭執中未能取勝。桃樂絲決定獨自扶養兒子長大，她在華盛頓找到工作，於是與兒子一同遷到那裡。菲利浦在1936到1938年間就讀於約翰‧艾通小學，完成二到四年級的學程。他最低成績的一科是作文，只得C級，即使有個老師評注他「在說故事上展現興趣與能力」。1938年6月，桃樂絲和菲利浦搬回加州。
狄克進入加州的柏克萊中學，然後短暫地在柏克萊加州大學攻讀德語，但在完成任何課程之前就退學了。同期他被診斷患上精神分裂癥，這一直困擾著他，并貫穿了他的事業。他當上一個音樂節目的DJ，然後在1952年賣出他的第一篇小說，大約就是從那時開始全職寫作。1950年代對狄克來說是一段困苦中求生存的日子，以至於他曾這麼說：「我們甚至付不出圖書館借書逾期的罰款。」他回想著1960年代初期在加州的反文化運動并且同情“垮掉派诗人”（beat poets）和共产党。狄克反抗越戰成為美國聯邦調查局列檔監察的對象。
1963年，狄克靠著《高堡奇人》贏得雨果獎。《高堡奇人》在科幻界受到喝采，但是在文學界並不受到賞識，因此他的書只能於廉價科幻出版社發表。就算他在後面幾年經常出版小說，仍持續掙扎於經濟和心理問題，甚至到了晚年他還是有財務困擾。在1980年的短篇故事選集《The Golden Man》的序言中他寫道：
「好幾年前，當我病的時候，海萊茵（Robert A. Heinlein）提供他所能給我的一切幫助，而當時我們不曾謀面；他總是打電話鼓勵我並問我身體是否安好，他還想為我買台電動打字機，願上帝祝福這位世間少有的真正紳士，即使我不認同他作品中的構想。有一次我欠政府許多稅金，完全籌不出錢來，是他借我這些錢，我真的很感激海萊茵和他的妻子，為此我獻上一本書作為感謝。羅伯特‧海萊茵是個英俊的男人，非常令人印象深刻並有著軍人的姿態；你可以說他有軍事背景，甚至是他的髮型。他知道我是個精神錯亂的怪人，但當我和我的妻子陷入困境時他仍然會幫助我們。這就是最好的人性所在，這就是那位我所喜愛的人。」
狄克也是一個興趣廣泛的讀者，舉凡宗教、哲學、玄學、新諾斯替教（Neo-Gnosticism）他都有所涉略，這些元素也常出現在他的故事裡。他一生中出版的最後一本小說是The Transmigration of Timothy Archer，許多作品在他去世後才出版。

### 狄克和他的幻想
我所關心的主要問題是：何謂真實？許多我的故事和小說裡討論著精神病患的心態和毒品誘發的狀態，藉由我能呈現一個多重宇宙的概念，而不是單一的宇宙。音樂和社會學都是我小說中的題材，也是基本的政治傾向，尤其是我曾寫下關於法西斯主義與我對它的畏懼。
在他青少年時期，大約是十三歲那時，狄克持續整個禮拜反覆的夢到，他夢到他在書店試著從《驚奇雜誌》（Astounding Magazine）裡找個議題，當他找到這個議題時卻總會包含在《帝国永不灭》（The Empire Never Ended）這篇故事裡，而這篇文章總會向他透露出這個宇宙的秘密。當這個夢一再重複時，他所閱讀尋找的那疊雜誌越來越薄，但他從來沒有把它整疊看完。最後他變得渴望，探索雜誌世界讓他狂熱（like the Lovecraftian Necronomicon, promising insanity to its readers）。很快地在那之後這些夢就停了，但是這句「The Empire Never Ended」將出現在他之後的作品中。
1974年2月20日，他從一次拔智齒時的麻醉負作用影響下康復過來。他應門接下一份附加的止痛藥，並注意到那位送來這包藥的女人身上戴著一個吊飾。當她離開後，狄克開始感到奇怪的幻覺，雖然一開始他歸咎於止痛藥，但持續幾週的幻覺讓他認為這個可能性越來越小。「我受到一種超自然的理智入侵我的意識，好像是我已經完全發瘋了，然後突然之間我又變得頭腦清楚。」狄克對Charles Platt說道。
1974年2月和3月，他接收到一連串的幻覺，並總括的稱之為2-3-74（為2月/3月1974年的速記法）。他描述一開始是由許多雷射光線與幾何圖形組合成的圖像，其間偶爾會瞥見耶穌和古羅馬，當影像變得越長越頻繁，狄克開始聲稱他活在雙重人格之下，一個是他自己另一個是多馬（Thomas），多馬是西元一世紀時受到羅馬帝國迫害的基督教門徒。儘管狄克的過去和持續吸食毒品，他接受這些幻覺成為現實，並相信自己曾接觸某種上帝的本質。

### 心理學
隨著時光流逝，他漸漸變得偏執，臆測苏联国家安全委员会（KGB）或美國聯邦調查局（FBI）要密謀對他不利，且相信這些人經常對他設下陷阱。根據某種觀點，他聲稱這些人需要為他的房子遭到竊盜負責，且各式各樣的文件被偷走了。然而他後來又聲明可能是他自己偷了自己的東西，卻忘記自己曾做過這麼一回事。
狄克推論是否自己可能得了精神分裂症，精神病的議題充斥了他的作品，特別是一篇1964年的小說Martian Time-Slip，就是關於一個出院的精神病患者（ex-schizophrenic）傑克‧波倫（Jack Bohlen）。而這個特色也出現在Clans of the Alphane Moon這部小說中，Clans of the Alphane Moon位於一個來自月球庇護所後裔所殖民的社會的中心。精神疾病的主題一直使狄克感到興趣，因此他在1965年寫了一篇論文命名為：〈精神分裂症與《易經》〉（Sutin, Lawrence. Divine Invasions: A Life of Philip K. Dick. Carroll & Graf, 2005）。

### 化名
狄克寫作時偶爾會用筆名，其中以理查‧菲利浦（Richard Philips）和傑克‧道綸（Jack Dowland）最值得一提。
“道綸”這個姓出於作曲家約翰·道綸（John Dowland），而約翰·道綸也常在狄克的作品裡出現蹤影。書名：《流吧！我的眼淚》（Flow My Tears, The Policeman Said） 就是直接參照道綸最知名的作曲Flow My Tears。一些狄克的短篇小說裡的主角也有著道綸這個名字。
狄克的短篇故事：Orpheus with Clay Feet就是以傑克·道綸這個筆名出版的小說。故事裡主角渴望成為小說家－－傑克·道綸，他想要成為20世紀最偉大的科幻小說家。在故事裡，道綸出版了一篇自己的小說，也定名字為：Orpheus with Clay Feet 並使用Philip K. Dick為筆名。
在VALIS這篇半自傳式的小說，主角叫做Horselover Fat。其中Philip或Phil-Hippos是希臘語的Horselover，Dick是德語的Fat。

### 婚姻和孩子
狄克結過五次婚，並有兩女一子，這五次婚姻全都以離婚結束。
- 1948年5月與珍妮特·马林（Jeanette Marlin）結婚，六個月後離婚[17]
- 1950年6月14日與克雷奥·阿波斯托利德斯（Kleo Apostolides）結婚，1959年離婚[18]
- 1959年4月1日與威安妮·廉斯·鲁宾斯坦（Anne Williams Rubinstein）結婚，1965年10月離婚；女儿劳拉·阿彻·迪克（Laura Archer Dick）[19]生於1960年2月25日
- 1966年7月6日與南希·哈克特（Nancy Hackett）結婚，1972年離婚；女儿伊索尔德·弗雷亚·迪克（Isolde Freya Dick），现名艾莎·迪克·哈克特（英语：Isa Dick Hackett），1967年3月15日生
- 1973年4月18日與莱斯莉·特莎·巴斯比（Leslie "Tessa" Busby）結婚，1977年離婚；儿子克里斯托弗·肯尼思·迪克（Christopher Kenneth Dick）[20]，1973年7月25日生

### 逝世
迪克曾在1982年2月17日完成一次采访后与他的医师联系，抱怨关于视力下降的问题。医师当时建议迪克去医院接受诊断，但迪克并未听从其建议。第二天，迪克被发现在他加州圣安娜市的家中因中风而昏迷。1982年2月25日，他在医院再次中风并脑死亡。
1982年3月2日，迪克的生命维持器被切断。同日，医院正式宣布迪克因反覆發生的中風伴隨著心臟衰竭，逝世於美國加州的聖安娜市。
在他死後，他的父親愛德加將兒子的遺體帶到科羅拉多州摩爾根堡（Fort Morgan）。他的雙胞胎妹妹當時過世时葬于此，且墓碑上同時刻著他們倆的名字，但狄克的死亡日期還沒填上。五十三年後，那個最後的日子已被刻上，而狄克就葬在他妹妹身旁。

## 作品

### 写作风格
迪克的故事通常侧重于对真实的探讨以及对人格同一性的构建。他的故事常常包含超现实的幻想：角色們發現他們每天生活的世界是個幻觉，產生自強大的外間實體、巨大的政治陰謀、或自一個不可靠旁述者的變化。「他的著作都开始于沒有一個單獨、客觀存在的现实這個基本假設。」查尔斯·普拉特寫道：「一切都基于主人公的主观感知：腳下的地板很可能會突然移動，主角可能發現自己活在某人的夢中，或進入某種因毒品誘發的狀態而感覺比在现实世界還要好，亦或者進入一個完全不同的宇宙中。」當有人寫下也带有富含這種特色的論點及妄想狂的氣氛，有時候我們會形容它是「有迪克特色的（"Dickian" or "Phildickian"）」。
在迪克的小说中，錯列宇宙（Alternate universes）和擬像複製（simulacrum）是常見的情節發展工具；住在虛擬世界的是普通的、工作的人們，而不是銀河的精英份子。「在迪克的書中沒有英雄」，娥蘇拉·勒瑰恩寫道，「但有著許多英雄事跡。这令人想起狄更斯的话：真正重要的是那些誠實、堅定、仁慈及有耐心的平凡人們。」
其中一部長篇小說《高堡奇人》，建造出一種新的科幻作品類型——架空歷史（alternative history），也因此獲得1963年雨果獎最佳長篇小說。《流吧！我的眼淚》（Flow My Tears, The Policeman Said）這個故事是關於一位舉世聞名的人，在另一個平行世界中醒過來，在這個外觀完全相同的世界裡他不再是個名人，甚至沒有任何人認識他。這篇小說贏得1975年約翰·坎貝爾紀念獎（John W. Campbell Memorial Award）最佳長篇小說。在這些故事中，迪克將他所喜愛的人們放進虛構的世界，一個被他質疑其構想和制度的世界。「我甚至質疑這個宇宙，我想知道是否它是真實的，我想知道是否我們都是真實的！」迪克寫道。

### 主要作品

#### 關鍵報告
《關鍵報告》（The Minority Report）（1956）
 小說主要描述一個能夠預測犯罪並在罪犯犯罪以前逮捕他們的未來世界。曾多次被改編成電影和電視劇。

#### 高堡奇人
《高堡奇人》（The Man in the High Castle）（1962）
發生在一個架空的美國世界，不同點在於這個世界裡二次大戰勝利的是軸心國（Axis powers）。這部小說被認為是定義出一種新的文學類型「架空歷史」，而且是狄克小說中唯一贏得雨果獎的作品。除了《機器人夢到電動羊了嗎?》 和《尤比克》之外，它是值得推薦給菲利普狄克迷的入門書之一。

#### 機器人夢到電動羊了嗎?
《機器人夢到電動羊了嗎?》（Do Androids Dream of Electric Sheep?）（1968）
這篇小說是關於一個追捕機器人（android）逃亡者的賞金獵人，經歷了道德上的轉捩點。這個靈感影響了1982年的一部著名電影：《銀翼殺手》（Blade Runner）。它合併和加強了狄克的一個重要的質問：「什麼是真實的？」和「什麼是虛假的？」，是人模人樣的機器人冒牌貨還是真正的人們？我們應該將他們看作機械還是人類？這位賞金獵人必須在這兩難之中達成妥協。

#### 尤比克
2005年，《時代雜誌》將《尤比克》（1969）名列於1923年以來百大最佳英語小說。

#### 流吧！我的眼淚
《流吧！我的眼淚》（1974）是關於一個身處於一個未來警察國家的電視明星，當他一天早上醒來，發現他居然竟變成一個無名小卒，甚至失去事關生存的身份證明。雖然此部作品並不認為是他最好的小說之一，卻是在他沈寂多年之後首次出版的小說；而他沈寂的這段時間，也是他聲望開始成長的時期，並得到約翰·坎伯紀念獎的最佳科幻小說獎，也是狄克小說中唯一皆被提名雨果獎和星雲獎的作品。

#### 心機掃描
《心機掃描》（1977）是一部從警方偵察案件角度描寫的科幻小說，故事描述一位偵查毒品犯罪的臥底探員，為了堅守其臥底身分而吸食大量致命毒品。《心機掃描》已經被改編為電影，由理查·林克萊特執導，並於2006年七月七日上映。這是菲力普狄克近期的暢銷小說。

#### 神聖祕密
《神聖祕密》（1980）也許是狄克最具有後現代與自傳性風格的小說，細述了他自身與一個聖靈的假設奇遇。此部作品也被認為是學術上最具計劃性的作品，並且也被美國知名作曲家陶德·馬秋佛改編為歌劇。它於philipkdickfans.com被票選為狄克最佳小說。
狄克晚期的作品，尤其像《神聖祕密》三部曲，皆著重自傳性內容。神聖祕密（瓦利斯，VALIS）<巨大自動化活性智慧系統>的縮寫，狄克以此作為他其中一部小說的標題（並在他的至少三本小說中延續了這個主題）並接著建立了一套理論——瓦利斯是實際存在的產生器也是與外星球聯繫的工具。

## 獎項
狄克一生中曾被授與以下殊榮：
- 雨果獎
  - 最佳小說獎
    - 1963 - 《高堡奇人》（得獎）
    - 1975 - 《流吧！我的眼淚（英语：Flow My Tears, the Policeman Said）》（被提名）

  - 最佳短篇小說獎
    - 1968 - 〈先賢之信（英语：Faith of Our Fathers (short story)）〉（被提名）
- 星雲獎
  - 最佳小說獎
    - 1965 - 《血錢博士（英语：Dr. Bloodmoney, or How We Got Along After the Bomb）》（被提名）
    - 1965 - 《艾德利治的三道印記（英语：The Three Stigmata of Palmer Eldritch）》（被提名）
    - 1968 - 《仿生人會夢見電子羊嗎？》（被提名）
    - 1974 - 《流吧！我的眼淚（英语：Flow My Tears, the Policeman Said）》（被提名）
    - 1982 - 《主教的轮回（英语：The Transmigration of Timothy Archer）》（被提名）
- 約翰·坎伯紀念獎
  - 最佳小說獎
    - 1975 - 《流吧！我的眼淚（英语：Flow My Tears, the Policeman Said）》（得獎）
- 英国科幻协会奖
  - 最佳小说奖
    - 1978 -《黑暗掃描儀》（得奖）

## 電影和其他改編作品
狄克已有許多的作品被改編為電影，但只有少數零散地以原著為基礎，並被用來當作好萊塢動作冒險電影的靈感起點，然而原著中所呈現的角色特質已經被好萊塢動作英雄的角色性格所取代。
其中最受崇敬的改編電影即是由雷利·史考特導演所執導《銀翼殺手》，乃改編自1968年狄克小說《仿生人會夢見電子羊嗎？》。作者對於此電影感到憂心，並且拒絕再把此電影寫成電影小說，更在製作過程中批評導演雷利史考特和電影本身。當他有機會看到以特效做出來的2019年的洛杉磯景況時，他驚喜於此景象與他想像中吻合的吻合度。隨著電影的拍攝，狄克和導演史考特有過關於此電影主旨以及角色坦誠且熱忱的討論，雖然他們有許多不同的觀點，狄克依然支持此電影的製作。不幸的是，狄克於此部電影播映的四個月前因心臟病過世。
相較於上部電影，由史蒂芬·史匹柏所執導的改編電影《關鍵報告》則較忠實地以動作冒險的電影模式表達一些狄克的作品主題，雖然其中還是改寫了許多原著的重點。同樣的，《魔鬼總動員》（1990）則改編於狄克的短篇小說〈We Can Remember It for You Wholesale〉，使用了與原著相同的精神，但是使原本的劇情更加流暢、合理化。故事中包含了菲利普狄克式的元素，也就是常對如何區分到底是幻想還是現實而感到感到困惑、迷惘，還有一連串怪誕離奇的故事情節，好比機器能帶人類回到過去，而且故事的主人翁甚至懷疑自己的真正身份。接著另一部一樣改編於狄克另一部於1953發行的同名小說〈Impostor〉所發行的電影《強殖入侵》也在2002年上映，此部電影運用了狄克最常見的兩大主題：使患者減低分辨現實與幻覺能力的精神疾病和高壓政府對主角的迫害。
吳宇森執導的2003年電影《記憶裂痕》，則對同名的狄克短篇小說做了大幅改編，因而票房慘敗且受到強烈的批評。
《異形終結》（1995）則是根據狄克短篇小說《第二終結者》（Second Variety）改編，然而故事的場景卻從原著的地球戰後廢墟轉移到一般遙遠星球的科幻場景。《第二終結者》可能影響電影《異形終結者》（1984）以及系列作品。
法語電影《Barjo》（“Confessions d’un Barjo”）則是改編自狄克的非科幻故事《Confessions of a Crap Artist》。
動畫電影《心機掃描》（改編自狄克同名小說）於2006年七月上映，由基努·李維、薇諾娜·瑞德、小勞勃·道尼和伍迪·哈里遜飾演。這部電影採用rotoscope特殊處理方式，採取真人演出，之後再用動畫效果疊上去，營造出一種類似油畫效果的質感，有別於傳統二與三D兩類動畫。
狄克的小說〈鉆石王老五〉（The Golden Man）被改編成電影《驚魂下一秒》。影片由尼古拉斯·凱奇、朱莉安·摩爾和杰西卡·貝爾主演，2007年上映。故事以一個能夠預見未來的男人對不確定的未來作出的選擇為主線，揭示出人類愛心應寬泛，不可狹窄的主題。
1974年，狄克曾親自寫過改編自《尤比克》電影劇本，但是此部電影至今未被拍攝。2008年5月，法国电影制作公司Celluloid Dreams已获得《尤比克》的电影改编权。
狄克的作品中至少有一部被改編成正統的舞台形式，就是《流吧！我的眼淚》，并在1988年由紐約式的先鋒派公司Mabou Mines首先展演，隨後也被廣為演出。
另一個被改編成的舞劇則是由陶德·馬秋佛所做詞作曲的歌劇《VALIS》，這部歌劇於1987年12月1日以法文在巴黎龐畢度藝術中心首演。隨後也被改編為英文，並且於1988年被錄製成CD發行。

### 補充
- 雖然狄克從沒有自稱為PKD先生，但是他的書迷和評論家皆簡稱他為PKD。
- 狄克的前妻泰紗曾在一個訪談中被問及為何改編自狄克作品的電影中極少有使用原著標題的。（《銀翼殺手》對《機器人會夢到電子羊嗎？》）她說：「事實上，書的內容很少能完全貫徹它原先的主題，就好比編輯常常在閱讀完手稿之後會重寫標題一樣。菲利普常常說他無法寫出理想的標題，如果他有這能力的話，那他就會是一個廣告作家而非一個小說家了。」
- 狄克和娥蘇拉·勒瑰恩——也許是在20世紀末的科幻作家中，唯一在學術上和文學評價上可與他相互媲美的對手——皆畢業自同一所高中班級，但從未認識彼此。當勒瑰恩是個跳級生時，狄克卻因無藥可醫的廣場恐懼症而錯過了一年的高中時光。勒瑰恩後來成了狄克最忠實的擁護者（稱狄克為”Our own home-grow Borges”），並撰寫了《The Lathe of Heaven（英语：The Lathe of Heaven）》一書對狄克致敬，兩人一直維繫良好的友誼並相互交流直至狄克去世。
- 改編自狄克作品的電影至2009年止已累積至大約10亿美元的票房收入。

## 延伸閱讀

### 傳記
- Capanna, Pablo (1995). Philip K. Dick - Idios Kosmos. Almagesto (Spanish Language) ISBN 978-950-751-112-7
- Carrère, Emmanuel. Bent, Timothy. (translator) (2005). I Am Alive and You Are Dead: A Journey into the Mind of Philip K. Dick. Picador. ISBN 978-0-312-42451-0
- Dick, Ann R. (Former Wife). (1995). Search for Philip K. Dick, 1928-1982: A Memoir and Biography of the Science Fiction Writer. Edwin Mellen Press. ISBN 978-0-7734-9137-3
- Mason, Daryl. (2006). The Biography of Philip K. Dick. Gollancz. ISBN 978-0-575-07280-0
- Mini, Anne. (2006). A Family Darkly : Love, Loss, and the Final Passions of Philip K. Dick. Carroll & Graf. ISBN 978-0-7867-1638-8
- Rickman, Gregg. (1989). To the High Castle: Philip K. Dick: A Life 1928-1962. Fragments West.
- Sutin, Lawrence (Official biographer). (1989). Divine Invasions: A Life of Philip K. Dick. Citadel Press; Rep edition. ISBN 978-0-8065-1228-0
- Williams, Paul. (1986). Only Apparently Real - The Worlds of Philip K. Dick. Entwhistle Books. ISBN 978-0-934558-31-0

### 訪談
- Apel, D. Scott. (1999). Philip K. Dick : The Dream Connection. The Impermanent Press. ISBN 978-1-886404-03-8
- Lee, Gwen (ed). What If Our World Is Their Heaven? The Final Conversations Of Philip K. Dick. Overlook Press. ISBN 978-1-58567-378-0
- Rickman, Gregg. (1984). Philip K. Dick: In His Own Words. Fragments West.
- Rickman, Gregg. (1985). Philip K. Dick: The Last Testament. Fragments West.

### 學術評論
- Barlow, Aaron. (2005). How Much Does Chaos Scare You?: Politics, Religion, And Philosophy in the Fiction of Philip K. Dick. Lulu Press. ISBN 978-1-4116-3349-0
- Butler, Andrew M. (2000). Philip K. Dick. Pocket Essentials. ISBN 978-1-903047-29-3
- Mackey, Douglas A. (1988). Philip K. Dick. Twayne. ISBN 978-0-8057-7515-0
- McKee, Gabriel. (2004). Pink Beams of Light from the God in the Gutter : The Science-Fictional Religion of Philip K. Dick. University Press of America. ISBN 978-0-7618-2673-6
- Mullen, R.D. (editor). (1992). On Philip K. Dick: 40 Articles from Science-Fiction Studies. SF-TH. ISBN 978-0-9633169-1-2
- Palmer, Christopher. (2003). Philip K. Dick : Exhilaration and Terror of the Postmodern. Liverpool Univ. Press. ISBN 978-0-85323-628-3
- Pierce, Hazel. (1982). Philip K. Dick. Borgo Press. ISBN 978-0-916732-33-2
- Robb, Brian J. (2006). Counterfeit Worlds: Philip K. Dick On Film. Titan Books (UK). ISBN 978-1-84023-968-3
- Robinson, Kim Stanley. (1989). The Novels of Philip K. Dick. Umi Research Press. ISBN 978-0-8357-2014-4
- Umland, Stanley J. (1995). Philip K. Dick: Contemporary Critical Interpretations. Greenwood Press. ISBN 978-0-313-29295-8
- Warrick, Patricia S. (1987). Mind in Motion: The Fiction of Philip K. Dick. Southern Illinois Univ. Press. ISBN 978-0-8093-1326-6
- Warrick, Patricia S. (1986). Robots, Androids, and Mechanical Oddities: The Science Fiction of Philip K. Dick. Southern Illinois Univ. Press. ISBN 978-0-8093-1178-1

## 外部連結
- 菲利普·狄克作品的电子书格式  - Standard Ebooks
- 互联网档案馆中菲利普·狄克的作品或与之相关的作品
- 來自菲利普·狄克的LibriVox公共領域有聲讀物
- 开放图书馆中菲利普·狄克的著作
- 菲利普·狄克在互联网电影资料库（IMDb）上的資料（英文）
- 網路推理小說資料庫上的菲利普·狄克
- Philip K. Dick at the Internet Book List
- 在Find a Grave上的菲利普·狄克
- Ebooks by Philip K. Dick - Standard Ebooks （页面存档备份，存于）
- The Penultimate Truth About Philip K. Dick （页面存档备份，存于） (documentary)
- Dark Roasted Blend: Science Fiction and Fantasy Reading Experience: Philip K. Dick
- Transcript "If You Find This World Bad, You Should See Some of the Others"
- Philip K. Dick在国会图书馆管理局的纪录，有164条目录纪录
- 13 Free Science Fiction Stories by Philip K. Dick (text and audio) （页面存档备份，存于）
- Interview by Kandy Smith 7/18/73 （页面存档备份，存于）
- Philip K. Dick addresses Cal State Fullerton science fiction class January 1973 （页面存档备份，存于）